# Lespezi, Argeș
Lespezi este un sat în comuna Hârtiești din județul Argeș, Muntenia, România.